# Mount Biscoe
Mount Biscoe är ett berg i Antarktis. Det ligger i Östantarktis. Australien gör anspråk på området. Toppen på Mount Biscoe är 700 meter över havet.
Terrängen runt Mount Biscoe är kuperad åt sydost. Havet är nära Mount Biscoe åt nordväst. Mount Biscoe är den högsta punkten i trakten. Trakten är obefolkad. Det finns inga samhällen i närheten.